# Tazio Nuvolari
Tazio Nuvolari, italijanski dirkač, * 16. november 1892, Castel d'Ario, Italija, † 11. avgust 1953, Mantova, Italija.
Dirkati je začel leta 1920 v starosti sedemindvajsetih let in je do leta 1930 nastopal tako na motociklističnih kot tudi avtomobilističnih dirkah. Leta 1925 je osvojil naslov Evropskega motociklističnega prvaka v razredu do 350 cm³. Od sezone 1931 pa se je odločil popolnoma posvetiti avtomobilističnemu dirkanju za ekipo Alfa Romeo. Že v naslednji sezoni 1932 je z dvema zmagama in enim drugim mestom na treh prvenstvenih dirkah prepričljivo osvojil naslov Evropskega avtomobilističnega prvaka. Ob tem je zmagal še na štirih neprvenstvenih dirkah, tudi Targa Florio in Veliki nagradi Monaka
Po umiku Alfe Romeo iz dirkanja, se je Nuvolari pridružil Ferrariju, ki je dirkal s kupljenimi dirkalniki Alfe Romeo. Že med sezono 1933 je zaradi slabega dirkalnika prestopil v Maserati, ki pa se je ob koncu sezone 1934 umaknil iz dirkanja, in Nuvolari se je vrnil v Ferrari. Moštvo ga sicer ni želelo sprejeti, toda na pritisk Mussolinija, takratnega predsednika vlade, so ga morali.
Njegov odnos s Ferrarijem se je še poslabšal v sezoni 1937 in na dirki za Veliko nagrado Švice je dirkal za Auto Union kot preizkus pred prestopom v naslednji sezoni 1938. Tam je ostal do izbruha druge svetovne vojne in prekinitve dirkanja v Evropi. Po koncu vojne se je šibkega zdravja in star 54 let vrnil na dirke. Na svoji zadnji dirki Salita al Monte Pellegrino leta 1950 je končal prvi v svojem razredu, skupno pa peti. Leta 1953 je umrl zaradi kapi.

## Zgodnje in zasebno življenje
Tazio Nuvolari se je rodil 16. novembra 1892 v italijanskem mestecu Castel d'Ario v okolici Mantove Arturu Nuvolariju in njegovi ženi Elisi Zorzi. Družina je bila močno povezana z dirkanjem, saj sta bila tako Arturo kot njegov brat Giuseppe motociklistična dirkača; Giuseppe je bil večkratni zmagovalec Italijanskega prvenstva in ga je mladi Tazio še posebej občudoval.
Nuvolari se je poročil s Carolino Perino, s katero sta imela dva otroka, Giorgia rojenega 4. septembra 1918, ki je umrl leta 1937 v starosti 19-ih let za miokarditisom, in Alberta, ki je umrl leta 1946 pri osemnajstih za nefritisom.

## Kariera

### Motociklistične dirke
Nuvolari je pridobil licenco za motociklistične dirke leta 1915 pri starosti 23 let. Toda zaradi izbruha prve svetovne vojne, kjer je služil kot voznik, je svojo prvo dirko odpeljal šele na dirkališču Circuito Internazionale Motoristico v Cremoni leta 1920. Ob tem je občasno nastopal tudi na avtomobilističnih dirkah, leta 1921 je zmagal na manjši vzdržljivostni dirki. 
V sezoni 1925 je Nuvolari osvojil naslov Evropskega motociklističnega prvaka v razredu do 350 cm³ z zmago na dirki za Veliko nagrado Evrope, ki je takrat veljala za najpomembnejšo dirko sezone in je zmagovalcu prinašala naziv Evropski prvak. Nuvolari je tudi štirikrat zapored zmagal na dirki Nations Grand Prix, med letoma 1925 in 1928, ter petkrat zapored na dirki Lario Circuit, med letoma 1925 in 1929, vse v razredu do 350 cm³ in na motociklu Bianchi.
V sezoni 1925 je ekipa Alfa Romeo povabila Nuvolarija na preizkus njihovega dirkalnika, kjer ga je zaradi okvare menjalnika raztreščil , pri čemer si je poškodoval hrbet. Kljub poškodbam je na dirkališču Monza šest dni kasneje nastopil na dirki Nations Grand Prix, medicinsko osebje pa je pred štartom prepričal, da ga obvežejo na tak način, da bo lahko le sedel na motorju.

### Prehod na štiri kolesa

#### 1931-1932: Alfa Corse

##### 1931
Proti koncu leta 1930 se je Nuvolari odločil za prekinitev nastopanja na motociklističnih dirkah, da bi se lahko popolnoma osredotočil na začetek sezone 1931 z Alfo Romeo. Nova pravila so narekovala, da so morale dirke za Veliko nagrado trajati vsaj po deset ur. Na žrebanju štartnih položajev pred dirki za Veliko nagrado Italije je izžrebal številko devet. Ob začetku si je dirkalnik Alfa Romeo delil z Baconinom Borzacchinijem, po odstopu v 33. krogu pa je prevzel dirkalnik Giuseppeja Camparija in skupaj sta dosegla zmago, toda Nuvolari zanjo ni dobil prvenstvenih točk. Po drugem mestu na dirki za Veliko nagrado Belgije je edino preostalo prvenstveno dirko za Veliko nagrado Belgije končal le na enajstem mesu. Ob tem je zmagal še na neprvenstvenih dirkah Targa Florio in Coppa Ciano.

##### 1932
V sezoni 1932 so pravilo o trajanju dirke spremenili na pet do deset ur. To je bila edina sezona, v kateri je imel Nuvolari najhitrejši dirkalnik, Alfo Romeo P3. Kot posledica tega je na treh prvenstvenih dirkah dosegel dve zmagi na dirkah za Veliko nagrado Italije in Veliko nagrado Francije ter drugo mesto na dirki za Veliko nagrado Nemčije. S tem je osvojil naslov Evropskega avtomobilističnega prvaka s prednostjo štirih točk pred Borzacchinijem. Ob tem je zmagal še na štirih neprvenstvenih dirkah, Targa Florio, Velika nagrada Monaka, Coppa Ciano in Coppa Acerbo. 

#### 1933-1937: Scuderia Ferrari in Maserati
»Tazio Nuvolari ni bil le dirkač. Za Italijo je postal idol, polbog, legenda, poosebljal je vse to, kar so si mladi Italijani želeli postati; človek, ki je naredil nemogoče, in to ne enkrat, ampak stalno, David, ki je neprestano klal Goljate v tem veličastnem dirkaškem športu. Bil je Il Maestro.«

Cyril Posthumus.

##### 1933
Sezona 1933 je bila prva sezona dvoletne prekinitve Evropskega prvenstva in je tudi sezona, v kateri se je Alfa Romeo uradno umaknila iz motošporta. Še vedno pa je z njihovimi dirkalniki dirkalo privatno moštvo Enza Ferrarija, ki pa niso dobili uspešnega dirkalnika P3, temveč so morali uporabljati njegovega predhodnika Monzo. Z močno izboljšanim dirkalnikom je bil njihov največji tekmec Maserati. 
Nuvolari naj bi bil vpleten v goljufijo s stavami na dirki za Veliko nagrado Tripolija. Ob njem naj bi še Achille Varzi in Baconin Borzacchini dogovorili za rezultat dirke, da bi pridobili velik zaslužek iz Libijske državne loterije. Pred dirko je bilo kupljenih 30 stavnih lističev, eden za vsakega nastopajočega na dirki, lastnik teh stavnih lističev pa naj bi dobil sedem in pol milijona lir. Toda to zgodbo naj bi si po pričevanju nekaterih izmislil Alfred Neubauer, šef moštva Mercedes-Benz, ki je bil znan pripovedovalec takšnih zgodb in jih je znal še dodatno začiniti. Nekateri podatki iz Neubauerjeve različice zgodbe niso podprti z dokazi, obstoječi dokazi pa kažejo le na to, da so Nuvolari, Varzi in Borzacchini dogovorili, da bodo stavili na svojo zmago, niso pa prirejali rezultata dirke.
Alfa Romeo je za dirko 24 ur Le Mansa odločil, da bosta skupaj dirkala Nuvolari in Raymond Sommer. Sommer se je strinjal, da bo odpeljal večino dirke, ker je veliko bolje poznal dirkališče. Toda Nuvolari je ugovarjal, češ da je on eden najboljših dirkačev in da ima Le Mans enostavno dirkališče, ki mu ne bi povzročalo težav, zato se je tudi Sommer strinjal, da bosta dirkala vsak po pol dirke. Sommer in Nuvolari sta imela že dva kroga prednosti, ko se je v rezervoarju za gorivo pojavila luknja, ki so jo ob postankih v boksih zamašili z žvečilnim gumijem. Potrebnih je bilo še več postankov, ker je večkrat ponovno začelo puščati, Nuvolari pa je v zadnjem delu dirke kar devetkrat popravil rekord dirkališča in jima prinesel zmago s prednostjo le 336 metrov. 

##### 1934
»Naj vsi tisti, ki so govorili, da je bila to prvovrstna neumnost, pošteno priznajo, da je bil to eden najlepših prikazov hrabrosti v zgodovini. Zaradi takšnih mož se zmaguje«!

Earl Howe o Nuvolarijevi vožnji na dirki Avusrennen 1934, ki jo je odpeljal z eno nogo v mavcu.
V začetku sezone 1934 je Nuvolari nastopal s privatnim Bugattijem, s katerim se je na dirki za Veliko nagrado Monaka prebil že do tretjega mesta, nato pa je zaradi težav z zavorami končal dirko kot peti, dva kroga za zmagovalcem, Guyjem Mollom. Na dirki Velika nagrada Alessandrie je Nuvolari odstopil ker je trčil med umikanjem dirkalniku Carla Feliceja Trossija, ki je stal na stezi. Utrpel je zlom noge, toda zaradi dolgočasja v bolnišnici se je odločil za nastop na dirki Avusrennen le štiri tedne po nesreči. Njegov Maserati je bil posebej prirejen, da je lahko vse tri pedala pritiskal z levo nogo, saj je imel desno še vedno v mavcu. Zaradi težav s krči je končal na petem mestu.
Do dirke za Veliko nagrado Penya Rhina je bil že brez mavca, toda noga ga je ob daljšem dirkanju še vedno bolela, odstopil pa je zaradi tehnične okvare. Na dirki za Veliko nagrado Italije je nastopil z novim modelom Maserati 6C-34. Dirkalnik se ni obnesel, saj je bil Nuvolari le peti z več kot tremi krogi zaostanka za zmagovalcema, Rudolfom Caracciolo in Luigijem Fagiolijem v Mercedes-Benzu. Z njim pa je dosegel dve zmagi na manjših dirkah za Veliko nagrado Modene in Veliko nagrado Neaplja. 

##### 1935
V sezoni 1935 se je spogledoval s prestopom v Auto Union, ki mu je primanjkovalo dobrih dirkačev. Toda zaradi nasprotovanja Achilla Varzija, ki si v moštvu ni želel Nuvolarija, do prestopa ni prišlo. Nato ga je zavrnil tudi Enzo Ferrari, ker je Nuvolari prej zapustil Ferrari, toda ob posredovanju predsednika vlade Mussolinija je Ferrari popustil. V sezoni je nato dosegel kar osem zmag, ob zmagi na prvenstveni dirki za Veliko nagrado Nemčije še na dirkah Grand Prix de Pau, Velika nagrada Bergama, Velika nagrada Bielle, Velika nagrada Valentina, Coppa Ciano, Velika nagrada Nice in Velika nagrada Modene, kjer je ubranil zmago iz prejšnjega leta. Posebej pomembna je bila zmaga na dirki za Veliko nagrado Nemčije, kjer je 300.000 gledalcev s Hitlerjem na čelu pričakovalo zmago nemškega dirkača v nemškem dirkalniku, končalo pa se je z edino zmago nenemškega dirkača v nenemškem dirkalniku na prvenstvenih dirkah v tej sezoni.

##### 1936
V sezoni 1936 so na dirkaški sceni dominirali dirkači nemških moštev Auto Union in Mercedes-Benz. Nuvolari je dosegel le eno uvrstitev na stopničke na prvenstveni dirki za Veliko nagrado Italije, kjer je bil drugi, skupaj s četrtim mestom na dirki za Veliko nagrado Monaka pa je zasedel tretje mesto v dirkaškem prvenstvu. Vseeno pa mu je uspelo zmagati na šestih neprvenstvenih dirkah za Veliko nagrado Penyja Rhina, Veliko nagrado Madžarske, Veliko nagrado Milana, dirki Coppa Ciano skupaj s Carlom Mario Pintacudo, Veliko nagrado Modene in ameriški dirki Vanderbilt Cup. Posebej odmevna je bila zmaga na dirki za Veliko nagrado Madžarske, kjer je pred 100.000 gledalci premagal šest najboljih dirkačev obeh nemških moštev, dirka pa velja za eno njegovih najboljših zmag v dolgi karieri.

##### 1937
Na začetku sezone 1937 je Alfa Romeo ponovno prevzela dirkaško moštvo Ferrarija. Nuvolari je zaradi slabe vzdržljivosti dirkalnikov Alfe Romeo postajal vedno bolj frustriran.
Na dirki Coppa Acerbo se je nov dirkalnik Alfa Romeo 12C-37 izkazal za prepočasnega in nevzdržljivega. Zaradi tega je Nuvolari na polovici dirke dirkalnik predal mlademu Giuseppeju Farini. Na dirki za Veliko nagrado Švice je kot dogovor za eno dirko dirkal z dirkalnikom Auto Union, Alfa Romeo pa se je za preostanek sezone umaknil z dirk.

#### 1938-1939: Auto Union

##### 1938
Čeprav je Nuvolari začel sezono 1938 kot dirkač Alfe Romeo, je bil preluknjan rezervoar za gorivo na dirki Grand Prix de Pau dovolj, da je zapustil moštvo, napovedal upokojitev in odšel na počitnice v Ameriko. Auto Union, ki je moral nastopati z neizkušenimi dirkači, je po dirki za Veliko nagrado Tripolija objavil, da se jim bo pridružil Nuvolari, ki se je svež po dopustu dogovoril z nemškim moštvom. Nuvolari je nato zmagal na zadnji prvenstveni dirki sezone za Veliko nagrado Italije ter neprvenstveni dirki za Veliko nagrado Doningtona.

##### 1939
V sezoni 1939 je odstopil kar na treh od štirih prvenstvenih dirkah, na zadnji dirki za Veliko nagrado Švice pa je bil le peti. Zmagal pa je na zadnji dirki preden je druga svetovna vojna prekinila dirkanje v Evropi, dirki za Veliko nagrado Beograda pred kar 100.000 gledalci.

### Dirkanje po vojni
V sezoni 1946 je na dirki za Veliko nagrado Milana dirkal le z eno roko, z drugo pa je pred usti držal okrvavljen robec. V tej sezoni pa je dosegel še zadnjo pomembnejšo zmago na dirki za Veliko nagrado Albija. Svojo zadnjo dirko Palermo-Montepellegrino je odpeljal leta 1950, na njej je zmagal v svojem razredu, skupno pa je bil peti.

## Smrt in zapuščina
Nuvolari se ni nikoli uradno upokojil, toda v zadnjih letih se je njegovo zdravje močno poslabšalo, postal pa je tudi osamljen. Leta 1952 ga je prizadela kap, zaradi česar je imel levo polovico telesa paralizirano, leta 1953 pa je umrl v postelji zaradi ponovne kapi. Njegovega pogreba se je udeležilo praktično celotno prebivalstvo mesta Mantova, saj naj bi bilo na pogrebu kar med 24 in 55 tisoč ljudi. Pogrebna procesija je bila dolga kilometer in pol, krsto pa so na vozičku porivali tudi Alberto Ascari, Luigi Villoresi in Juan Manuel Fangio.
Po Nuvolariu sta poimenovana dva avtomobila, Alfa Romeo Nuvola in Audi Nuvolari Quattro.

## Pomembnejše zmage
| Leto | Dirka                      | Dirkalnik                   | Poročilo |
| ---- | -------------------------- | --------------------------- | -------- |
| 1924 | Velika nagrada Savia       | Chiribiri Monza (1.5 litre) |          |
| 1924 | Velika nagrada Polesina    | Chiribiri Monza (1.5 litre) |          |
| 1924 | Velika nagrada Tigullia    | Bianchi 20 (2 litre)        |          |
| 1927 | Velika nagrada Rima        | Bugatti T35C                |          |
| 1927 | Velika nagrada Garde       | Bugatti T35C                |          |
| 1928 | Velika nagrada Tripolija   | Bugatti T35C                | Poročilo |
| 1928 | Velika nagrada Pozza       | Bugatti T35C                |          |
| 1928 | Velika nagrada Alessandrie | Bugatti T35C                | Poročilo |
| 1931 | Targa Florio               | Alfa Romeo Monza            | Poročilo |
| 1931 | Coppa Ciano                | Alfa Romeo Monza            | Poročilo |
| 1932 | Velika nagrada Monaka      | Alfa Romeo Monza            | Poročilo |
| 1932 | Targa Florio               | Alfa Romeo Monza            | Poročilo |
| 1932 | Velika nagrada Italije     | Alfa Romeo Tipo B/P3        | Poročilo |
| 1932 | Velika nagrada Francije    | Alfa Romeo Tipo B/P3        | Poročilo |
| 1932 | Coppa Ciano                | Alfa Romeo Tipo B/P3        | Poročilo |
| 1932 | Coppa Acerbo               | Alfa Romeo Tipo B/P3        | Poročilo |
| 1933 | Velika nagrada Tunisa      | Alfa Romeo Monza            | Poročilo |
| 1933 | Velika nagrada Alessandrie | Alfa Romeo Monza            | Poročilo |
| 1933 | Eifelrennen                | Alfa Romeo Monza            | Poročilo |
| 1933 | Velika nagrada Nîmesa      | Alfa Romeo Monza            | Poročilo |
| 1933 | Velika nagrada Belgije     | Maserati 8CM                | Poročilo |
| 1933 | Coppa Ciano                | Maserati 8CM                | Poročilo |
| 1933 | Velika nagrada Nice        | Maserati 8CM                | Poročilo |

| Leto | Dirka                      | Dirkalnik            | Poročilo |
| ---- | -------------------------- | -------------------- | -------- |
| 1934 | Velika nagrada Modene      | Maserati 6C-34       | Poročilo |
| 1934 | Velika nagrada Neaplja     | Maserati 6C-34       | Poročilo |
| 1935 | Grand Prix de Pau          | Alfa Romeo Tipo B/P3 | Poročilo |
| 1935 | Velika nagrada Bergama     | Alfa Romeo Tipo B/P3 | Poročilo |
| 1935 | Velika nagrada Bielle      | Alfa Romeo Tipo B/P3 | Poročilo |
| 1935 | Velika nagrada Valentina   | Alfa Romeo Tipo B/P3 | Poročilo |
| 1935 | Velika nagrada Nemčije     | Alfa Romeo Tipo B/P3 | Poročilo |
| 1935 | Coppa Ciano                | Alfa Romeo Tipo B/P3 | Poročilo |
| 1935 | Velika nagrada Nice        | Alfa Romeo Tipo B/P3 | Poročilo |
| 1935 | Velika nagrada Modene      | Alfa Romeo 8C-35     | Poročilo |
| 1936 | Velika nagrada Penya Rhina | Alfa Romeo 12C-36    | Poročilo |
| 1936 | Velika nagrada Madžarske   | Alfa Romeo 8C-35     | Poročilo |
| 1936 | Velika nagrada Milana      | Alfa Romeo 12C-36    | Poročilo |
| 1936 | Coppa Ciano                | Alfa Romeo 8C-35     | Poročilo |
| 1936 | Velika nagrada Modene      | Alfa Romeo 12C-36    | Poročilo |
| 1936 | Vanderbilt Cup             | Alfa Romeo 12C-36    | Poročilo |
| 1937 | Velika nagrada Milana      | Alfa Romeo 12C-36    | Poročilo |
| 1938 | Velika nagrada Italije     | Auto Union Typ D     | Poročilo |
| 1938 | Velika nagrada Doningtona  | Auto Union Typ D     | Poročilo |
| 1939 | Velika nagrada Beograda    | Auto Union Typ D     | Poročilo |
| 1946 | Velika nagrada Albija      | Maserati 4CL         | Poročilo |

## Popolni rezultati Evropskega avtomobilističnega prvenstva
(odebeljene dirke pomenijo najboljši štartni položaj)
| Leto | Moštvo           | Tovarna    | 1       | 2       | 3       | 4     | 5     | 6       | 7       | Prv | Toč |
| ---- | ---------------- | ---------- | ------- | ------- | ------- | ----- | ----- | ------- | ------- | --- | --- |
| 1931 | Alfa Corse       | Alfa Romeo | ITA Ret | FRA 11  | BEL 2   |       |       |         |         | 8   | 13  |
| 1932 | Alfa Corse       | Alfa Romeo | ITA 1   | FRA 1   | NEM 2   |       |       |         |         | 1   | 4   |
| 1935 | Scuderia Ferrari | Alfa Romeo | MON Ret | FRA Ret | BEL Dnp | NEM 1 | ŠVI 5 | ITA Ret | ŠPA Ret | 4   | 35  |
| 1936 | Scuderia Ferrari | Alfa Romeo | MON 4   | NEM Ret | ŠVI Ret | ITA 2 |       |         |         | 3   | 17  |
| 1937 | Scuderia Ferrari | Alfa Romeo | BEL Dnp | NEM 4   | MON Dnp |       | ITA 7 |         |         | 7=  | 28  |
| 1937 | Auto Union       | Auto Union |         |         |         | ŠVI 5 |       |         |         | 7=  | 28  |
| 1938 | Auto Union       | Auto Union | FRA Dnp | NEM Ret | ŠVI 9   | ITA 1 |       |         |         | 5=  | 20  |
| 1939 | Auto Union       | Auto Union | BEL Ret | FRA Ret | NEM Ret | ŠVI 5 |       |         |         | 4=  | 19  |

| Barva     | Rezultat                    | Točke |
| --------- | --------------------------- | ----- |
| Zlata     | Zmagovalec                  | 1     |
| Srebrna   | Drugi                       | 2     |
| Bronasta  | Tretji                      | 3     |
| Zelena    | Prevozil več kot 75% dirke  | 4     |
| Modra     | Prevozil med 50% in 75%     | 5     |
| Vijolična | Prevozil med 25% in 50%     | 6     |
| Rdeča     | Prevozil manj kot 25% dirke | 7     |
| Črna      | Diskvalificiran             | 8     |
| Prazna    | Ni dirkal (DNP)             | 8     |